# Авиация на почтовых марках России

Авиация на почтовых марках России — перечень (каталог) коммеморативных и стандартных почтовых марок и серий знаков почтовой оплаты (за исключением карточек и конвертов с оригинальной маркой), содержащих изображения и сюжеты авиационной тематики, выпущенных в России в период с 1922 по 2016 год включительно. В список вошли марки с изображением лётчиков, деятелей авиации, самолётов, вертолётов, планеров и других летательных аппаратов. Марки, изображающие аэропорты (без самолётов), голубиную почту в данный список не включены. Блоки, марочные листы и купоны, включённых в список марок, могут быть не показаны.

## Авиационная филателия и аэрофилателия
Авиационная филателия — коллекционирование и изучение знаков почтовой оплаты с изображениями и сюжетами, связанными с авиацией. Изначально интерес коллекционеров вызывали почтовые знаки, использующиеся для перевозок корреспонденции воздушными путями и так называемой «авиапочты», поскольку для перевозки почтовых отправлений по воздуху и авиацией существовали отдельные знаки почтовой оплаты с разнообразными, иногда не связанными с авиацией изображениями и отдельными тарифами. Выпускались даже специальные марки для оплаты перевозки корреспонденции голубями.
Существует также область коллекционирования «Аэрофилателия». В неё входят почтовые марки, другие почтовые знаки и атрибутика, связанные не только с доставкой почты посредством воздушного сообщения, но также и с изображениями на марках практически любых летательных объектов. Это тематическое коллекционирование проявляет интерес к полётам, катапультной почте, голубиной почте, аэростатам, дирижаблям, полевым авиапочтовым службам, ракетам, планерам и т. д. Существует англоязычный каталог марок фирмы Stanley Gibbons Limited с названием «Собираем самолёты на марках» («англ. Collect аircraft on stamp»), включающий в себя изображения самолётов, вертолётов, аэропортов, дирижаблей и воздушных шаров, планеров, надпечатки в их виде, тексты о перелётах и т. д. В 1960 году начала свою работу Международная федерация аэрофилателистических обществ (ФИСА или FISA; от фр. Fédération Internationale des Sociétés Aérophilatéliques).
Первой советской общегосударственной маркой воздушной почты была выпущенная в ноябре 1922 года 45-рублёвая марка с изображением «Рабочий, высекающий на камне юбилейные даты 1917—1922 г.». Принадлежность к авиапочте была реализована путём нанесения красной литографической надпечатки контура самолёта поверх рисунка художника Ивана Дубасова. Марка поступила в продажу только на Главпочтамт Москвы и применялась для оплаты авиапересылок Москва — Смоленск — Кёнигсберг. С конца 1970-х годов использование авиации для почтовых перевозок стало повсеместным и широко распространённым. Выделение авиапочтовых отправлений в особую категорию почтовых знаков стало нецелесообразным и эмиссия марок категории «авиапочта» была прекращена в СССР в 1980-х годах. Несмотря на это марки авиационной тематики продолжают выпускаться и пользуются широкой популярностью. С тех пор выпускающиеся марки зачастую посвящались не только изображениям самолётов, но и конструкторам, лётчикам, достижениям советского и российского авиа и вертолётостроения, знаменательным событиям авиации.

## Список марок
Порядок следования элементов в таблице — в обратном хронологическом порядке. От более новых марок к выпущенным ранее

Соблюдается примерный сравнительный масштаб отображения марок. Блоки и марочные листы показываются в масштабе около 1/2 к размеру марок

«—» — нет данных
| № по каталогу, дата выхода                                                             | Изображение | Описание | Номинал на дату выпуска, тираж                                                     | Художник                 | Прим.                   |
| -------------------------------------------------------------------------------------- | ----------- | --- | ---------------------------------------------------------------------------------- | ------------------------ | ----------------------- |
| 22 июля 2020 г. № 2668—2672                                                            |             | 125 лет со дня рождения П.О. Сухого (1895–1975), авиаконструктора. На почтовых марках изображены: самолёты Су-2, Су-7БМ, Су-27, Т-4(100), Су-57, на купоне — портрет авиаконструктора. | 54 руб. • 40 000                                                                   | Р. Комса                 |                         |
| 10 марта 2020 г.                                                                       |             | 100-лет со дня рождения лётчика-истребителя, трижды Героя Советского Союза Ивана Никитовича Кожедуба. На почтовой марке изображены портрет И.Н. Кожедуба в лётной форме и самолёт-истребитель Ла-7, на котором он воевал. | 40 руб. • 140 000                                                                  | Р. Комса                 |                         |
| (Mi #2369); (СК №2154) 11 октября 2016 г.                                              |             | Путь к Победе. К 75-летию Победы в Великой Отечественной войне 1941—1945 годов: • Оборона полуострова Ханко Марки выпускались в листах по 7 марок и купон | 35 руб. •269 000                                                                   | С. Ульяновский           | [ 11 ] [ 12 ]           |
| (Mi #2333); (СК №2117) 28 июля 2016 г.                                                 |             | История Первой мировой войны. Отечественная боевая техника: • Гидросамолёт конструкции Григоровича М-5 (1915) Марка выпускалась в листах по 11 марок и купон | 24 руб. • 308 000                                                                  | В. Бельтюков А. Московец | [ 13 ] [ 14 ]           |
| (Mi #2325); (СК №2108) 5 июля 2016 г.                                                  |             | Российская космическая навигационная система ГЛОНАСС: • «Глонасс-К» Марки выпускались в листах 2 х 4 | 19 руб. • 280 000                                                                  | С. Поварихин             | [ 15 ] [ 16 ]           |
| (Mi #2306); (СК №2089) 20 мая 2016 г.                                                  |             | 100 лет со дня рождения Героя Советского Союза А. П. Маресьева (1916—2001), лётчика: • Портрет А. П. Маресьева на фоне самолёта Ла-5 Марки выпускались в листах по 10 марок и купон | 21.5 руб. • 320 000                                                                | —                        | [ 17 ] [ 18 ]           |
| (Mi #2300); (СК №2083) 25 марта 2016 г.                                                |             | Посткроссинг: • Символический рисунок | 31 руб. • 414 000                                                                  | И. Сиденко               | [ 19 ] [ 20 ]           |
| (Mi #Block 229 (2271—2275)); (СК №2054—2058) 18 февраля 2016 г.                        |             | Города воинской славы: • Гатчина • Грозный • Петрозаводск • Старая Русса • Феодосия 55 000 лакированных и 20 000 нелакированных блоков. Размер блока 125 х 89 мм. | 20 руб. • 75 000 блоков                                                            | В. Бельтюков             | [ 21 ] [ 22 ]           |
| (Mi #2215); (СК №1998) 10 сентября 2015 г.                                             |             | История Первой мировой войны. Отечественная боевая техника: • Бомбардировщик «Илья Муромец» (1913) Марка выпускалась в листах по 11 марок и купон | 21 руб. • 396 000                                                                  | В. Бельтюков             | [ 23 ] [ 24 ]           |
| (Mi #2207); (СК №1988) 26 августа 2015 г.                                              |             | 100 лет со дня рождения Б. Ф. Сафонова (1915—1942): • Портрет Б. Ф. Сафонова на фоне самолёта И-16 Марки выпускались в листах по 10 марок и купон | 12 руб. • 470 000                                                                  | Р. Комса                 | [ 25 ] [ 26 ]           |
| (Mi #2176); (СК №1959) 2 июня 2015 г.                                                  |             | Горно-металлургическая компания «Норильский никель»: • На марке изображён вертолёт на котором доставляют рабочих на вахту Формат — 65 х 32,5 мм. | 26.50 руб. • 304 000                                                               | С. Ульяновский           | [ 27 ] [ 28 ]           |
| (Mi #Block 217 (2134—2139)); (СК №1917—1922) 24 февраля 2015 г.                        |             | Города воинской славы: • Ломоносов • Малоярославец • Можайск • Петропавловск-Камчатский • Таганрог • Хабаровск Размер блока 125 х 89 мм. | 20 руб. • 75 000 блоков                                                            | В. Бельтюков             | [ 29 ] [ 30 ]           |
| (Mi #Block 207 (2078—2083)); (СК №1861—1866) 24 августа 2014 г.                        |             | Города воинской славы: • Анапа • Владивосток • Ковров • Колпино • Старый Оскол • Тихвин Размер блока 125 х 89 мм. | 20 руб. • 75 000 блоков                                                            | В. Бельтюков             | [ 31 ] [ 32 ]           |
| (Mi #2033—2036); (СК №1817—1819, 1816) 18 апреля 2014 г.                               |             | К 70-летию Победы в Великой Отечественной войне 1941—1945 гг. История авиации. Воздушные тараны: • Е. И. Зеленко • Б. И. Ковзан • А. С. Хлобыстов • П. В. Еремеев, таран самолётом МиГ-3 вражеского бомбардировщика Формат — 65 х 32,5 мм. Марки выпускались художественными листами — 7 марок и 1 купон и малыми листами 2 х 4 | 15 руб. • 280 000                                                                  | В. Бельтюков             | [ 27 ] [ 33 ]           |
| (Mi #Block 202 (2032)); (СК №Бл. 167 (1815)) 18 апреля 2014 г.                         |             | 70 лет освобождению России, Белоруссии и Украины от немецко-фашистских захватчиков: • Встреча бойцов Красной армии Размер блока 148 х 70 мм. | 50 руб. • 85 000 блоков                                                            | С. Ульяновский           | [ 34 ] [ 33 ]           |
| (Mi #2031); (СК №1814) 28 марта 2014 г.                                                |             | 100 лет со дня рождения М. Л. Галлая (1914—1998), лётчика-испытателя: • Портрет М. Л. Галлая на фоне стратегического бомбардировщика М-3 Марки выпускались листами — 10 марок и 1 купон | 15 руб. • 400 000                                                                  | Р. Комса                 | [ 34 ] [ 33 ]           |
| (Mi #Block 188) (Mi #1954—1958); (СК №1722—1726) 13 августа 2013 г.                    |             | Серия «Бомбардировщики. К 125-летию со дня рождения А. Н. Туполева»: • Пикирующий бомбардировщик Ту-2 • Тяжёлый бомбардировщик ТБ-7 • Дальний бомбардировщик Ту-16 • Дальний бомбардировщик Ту-22M3 • Стратегический бомбардировщик Ту-95 Формат — 42 х 30 Формат марочного листа 150 х 98 мм., 5 марок: • На полях логотип КБ Туполева и бомбардировщик Ту-160 | 10, 13, 15, 17, 20 руб. • 80 000                                                   | В. Бельтюков             | [ 27 ] [ 35 ]           |
| (Mi #1910); (СК №1678) 22 февраля 2013 г.                                              |             | Герои Российской федерации: • Н. С. Майданов Марки выпускались в марочных листах — 5 марок и купон | 15 руб. • 250 000                                                                  | А. Дробышев              | [ 36 ] [ 37 ]           |
| (Mi #1907); (СК №1675) 22 февраля 2013 г.                                              |             | 100 лет со дня рождения А. И. Покрышкина, лётчика: • Самолёт «Bell P-39 (Аэрокобра)» Формат — 42 х 30 Формат марочного листа 154 х 160 мм., 10 марок | 15 руб. • 400 000                                                                  | С. Присекин, Р. Комса    | [ 38 ] [ 39 ]           |
| (Mi #Block 180 (1893—1898)); (СК №1661—1666) 30 января 2013 г.                         |             | Города воинской славы: • Архангельск • Брянск • Волоколамск • Калач-на-Дону • Козельск • Нальчик Размер блока 125 х 88 мм. | 15 руб. • 80 000 блоков                                                            | В. Бельтюков             | [ 36 ] [ 40 ]           |
| (Mi #1872); (СК №1640) 10 октября 2012 г.                                              |             | 500 лет регулярной службе по охране границ России: • Символический рисунок Марки выпускались в листах по 11 марок и 4 разных купона | 13 руб. • 341 000                                                                  | А. Поварихин С. Лемешко  | [ 41 ] [ 42 ]           |
| (Mi #1853); (СК №1621) 10 августа 2012 г.                                              |             | 100 лет Военно-воздушным силам России: • Эмблема празднования 100-летнего юбилея Военно-воздушных сил, а также самолёт Ту-160 Марки выпускались в марочных листах 2 х 4 | 15 руб. • 344 000                                                                  | С. Капранов              | [ 38 ] [ 43 ]           |
| (Mi #1852); (СК №1620) 9 августа 2012 г.                                               |             | 125 лет со дня рождения Ф. А. Цандера (1887—1933): • Портрет Ф. А. Цандера | 9.20 руб. • 525 000                                                                | Ф. Сухинин А. Яковлев    | [ 44 ] [ 43 ]           |
| (Mi #1839); (СК №1607) 6 июля 2012 г.                                                  |             | 75 лет рекордному трансполярному перелёту: • Самолёт АНТ-25-1 на фоне карты маршрута рекордного трансполярного перелёта экипажа М. М. Громова Марки выпускались в марочных листах — 8 марок и купон | 13 руб. • 360 000                                                                  | А. Поварихин             | [ 38 ] [ 45 ]           |
| (Mi #1828); (СК №1596) 8 июня 2012 г.                                                  |             | 75 лет первому трансполярному беспосадочному перелёту: • Самолёт АНТ-25 на фоне карты с маршрутом первого трансполярного беспосадочного перелёта экипажа В. П. Чкалова Марки выпускались в марочных листах — 8 марок и купон | 13 руб. • 368 000                                                                  | А. Поварихин             | [ 38 ] [ 46 ]           |
| (Mi #Block 161 (1805—1810)); (СК №1469—1474) 20 апреля 2012 г.                         |             | Города воинской славы: • Псков • Вязьма • Наро-Фоминск • Тверь • Кронштадт • Дмитров Размер блока 125 х 88 мм. | 15 руб. • 115 000 блоков                                                           | В. Бельтюков             | [ 47 ] [ 48 ]           |
| (Mi #1799); (СК №1567) 21 марта 2012 г.                                                |             | 100 лет со дня рождения М. М. Расковой (1912—1943), лётчицы: • Портрет М. М. Расковой на фоне маршрута перелёта, компас, логарифмическая линейка и навигационный транспортир Марки выпускались в марочных листах — 10 марок и купон | 15 руб. • 460 000                                                                  | А. Грибков               | [ 49 ] [ 50 ]           |
| (Mi #1790); (СК №1558) 13 февраля 2012 г.                                              |             | 125 лет со дня рождения П. Н. Нестерова (1887—1914), военного лётчика: • Портрет П. Н. Нестерова и самолёт «Моран-Ж» Марки выпускались в марочных листах — 10 марок и 2 купона | 15 руб. • 480 000                                                                  | Р. Комса                 | [ 38 ] [ 51 ]           |
| (Mi #1708—1711 (А, С)); (СК №1476—1479) 29 апреля 2011 г.                              |             | Оружие Победы. Авиация: • Штурмовик Ил-2 • Пикирующий бомбардировщик Пе-2 • Истребитель Ла-5 • Истребитель Як-3 Марки выпускались в марочных листах 3 х 5 и малых листах 2 х 4 | 9, 10, 11, 12 руб. 322 000 75 000 малых листов                                     | А. Дробышев              | [ 38 ] [ 52 ]           |
| (Mi #Block 146 (1701—1706)); (СК №1469—1474) 20 апреля 2011 г.                         |             | Города воинской славы: • Выборг • Ростов-на-Дону • Туапсе • Владикавказ • Великий Новгород • Великие Луки Размер блока 125 х 88 мм. | 12 руб. • 75 000 блоков                                                            | В. Бельтюков             | [ 53 ] [ 54 ]           |
| (Mi #1692); (СК №1460) 29 ноября 2010 г.                                               |             | 100 лет Качинскому училищу лётчиков: • Знак выпускника училища, 1938 г. Марки выпускались в марочных листах — 8 марок и купон | 15 руб. • 280 000                                                                  | А. Дробышев              | [ 55 ] [ 56 ]           |
| (Mi #Block 132 (1640)); (СК №Бл. 103 (1408)) 26 апреля 2010 г.                         |             | 65 лет Победы в Великой Отечественной войне: • Орден «Победа» — высший военный орден СССР. На полях блока — фото Евгения Халдея (фотохроника ТАСС), на котором изображен штурм Рейхстага в Берлине Размер блока 80 х 110 мм. | 50 руб. • 115 000 блоков                                                           | А. Московец              | [ 57 ] [ 58 ]           |
| (Mi #Block 131 (1631—1635)); (СК №1399—1403) 15 апреля 2010 г.                         |             | Города воинской славы: • Малгобек • Ельня • Елец • Воронеж • Луга Размер блока 125 х 88 мм. | 10 руб. • 150 000 блоков                                                           | В. Бельтюков             | [ 59 ] [ 60 ]           |
| (Mi #1630); (СК №1398) 9 апреля 2010 г.                                                |             | 100 лет со дня рождения Е. К. Фёдорова (1910—1981): • Портрет Е. К. Фёдорова, полярная станция «Северный полюс-1» Марки выпускались в марочных листах 2 х 3 | 12 руб. • 300 000                                                                  | А. Дробышев              | [ 61 ] [ 60 ]           |
| (Mi #1619); (СК №1387) 14 января 2010 г.                                               |             | 100 лет со дня рождения А. К. Серова (1910—1939): • Портрет А. К. Серова и самолёт И-15 Марки выпускались в марочных листах 6 х 6 | 10 руб. • 200 000                                                                  | Р. Комса                 | [ 38 ] [ 62 ]           |
| (Mi #1618); (СК №1386) 14 января 2010 г.                                               |             | 100 лет со дня рождения В. С. Гризодубовой (1910—1993): • Портрет В. С. Гризодубовой и самолёт АНТ-37 Марки выпускались в марочных листах 6 х 6 | 10 руб. • 200 000                                                                  | О. Лучникова             | [ 38 ] [ 62 ]           |
| (Mi #Block 123 (1561—1565)); (СК №1329—1333) 10 июля 2009 г.                           |             | 100 лет со дня рождения М. Л. Миля (1909—1970), конструктора: • Ми‑1 • Ми-4 • Ми-8 • Ми-34 • Ми-28 Марки выпускались в марочных листах 5 марок и купон | 5, 6, 7, 8, 9 руб. • 200 000 листов                                                | Р. Комса                 | [ 38 ] [ 63 ]           |
| (Mi #1536, 2301); (СК №1304, 2084) 6 марта 2009 г.                                     |             | 75 лет со дня рождения Ю. А. Гагарина (1934—1968): • Портрет Ю. Гагарина, факсимиле космонавта Марки выпускались в марочных листах — 10 марок и 2 купона В 2016 году был выпущен дополнительный тираж 125 000 штук с надпечаткой новой цены в 31 руб. | 10 руб. • 1 200 000                                                                | А. Московец              | [ 64 ] [ 65 ]           |
| (Mi #1535); (СК №1303) 16 февраля 2009 г.                                              |             | 100 лет со дня рождения Г. Я. Бахчиванджи (1909—1943), лётчика-испытателя: • Портрет Г. Я. Бахчиванджи и модель самолёта БИ-1 Марки выпускались в марочных листах 2 х 4 | 10 руб. • 800 000                                                                  | Р. Комса                 | [ 66 ] [ 67 ]           |
| (Mi #1527); (СК №1295) 17 января 2009 г.                                               |             | Россия. Регионы: • Воронежская область. Рамонский замок — замок принцессы Ольденбургской, памятник архитектуры XIX века; природный историко-археологический музей-заповедник «Дивногорье»; самолёт ИЛ-96 | 9 руб. • 230 000                                                                   | В. Бельтюков             | [ 66 ] [ 68 ]           |
| (Mi #1505—1506); (СК №1273—1274) 2 октября 2008 г.                                     |             | Вертолёты фирмы «Камов» (Ка-32, Ка-226): • Вертолёт Ка-32 • Вертолёт Ка-226 Марки выпускались в марочных листах 14 марок и 2 купона и малых листах 3 х 2 | 7 руб. • 1 000 000 • 1 000 000 • 300 000 в малых листах                            | Р. Комса                 | [ 66 ] [ 69 ]           |
| (Mi #1471); (СК №1241) 12 июля 2008 г.                                                 |             | 50 лет вертолётному спорту: • Вертолёт в полёте Марки выпускались в марочных листах 4 х 7 | 5 руб. • 200 000                                                                   | Р. Комса                 | [ 66 ] [ 70 ]           |
| (Mi #Block 87 (1325—1329)); (СК №1093—1097) 20 марта 2006 г.                           |             | Самолёты ОКБ им. А. С. Яковлева. К 100-летию со дня рождения А. С. Яковлева, авиаконструктора: • АИР-1 — легкий спортивный двухместный самолёт с мотором Циррус, мощностью 60 л. с. • Ближнемагистральный пассажирский самолёт Як-42 • Самолёт Як-54 – двухместный спортивно-пилотажный самолёт • Учебно-боевой, учебно-тренировочный самолёт Як-130 • Як-141 - сверхзвуковой палубный самолёт вертикального взлёта и посадки Марки выпускались в марочных листах 6 х 6 и в малых листах — 5 марок и купон, размером 148 х 105 мм.                                                             | 5 руб. • 430 000                                                                   | А. Безменов              | [ 66 ] [ 71 ]           |
| (Mi #1305); (СК №1073) 26 января 2006 г.                                               |             | 50-летие отечественных исследований Антарктиды: • Самолёт Ил-76ТД и научно-экспедиционное судно «Академик Федоров»; панорама станции Марки выпускались в марочных листах 6 х 6 и малом листе | 7 руб. • 190 000                                                                   | А. Федулов               | [ 66 ] [ 72 ]           |
| (Mi #Block 85 (1295—1299)); (СК №1063—1067) 12 января 2006 г.                          |             | Самолёты ОКБ им. О. К. Антонова. К 100-летию со дня рождения О. К. Антонова, авиаконструктора: • Лёгкий многоцелевой самолёт Ан-3Т • Транспортный самолёт Ан-12 • Ан-24 • Ан-74 • Ан-124 «Руслан» Марочные листы по 5 марок и 1 купон, размером 147 х 98 | 5.6 руб. • 440 000                                                                 | А. Безменов              | [ 66 ] [ 73 ]           |
| (Mi #Block 82 (1276—1280)); (СК №1044—1048) 6 июля 2005 г.                             |             | Самолёты ОКБ им. А. И. Микояна. К 100-летию со дня рождения А. И. Микояна, авиаконструктора: • МиГ-3 • МиГ-15 • МиГ-21 • МиГ-25 • МиГ-29 Марки выпускались в марочных листах 6 х 6 и в малом листе — 5 марок и купон, размером 146 х 104 мм. | 5 руб. • 250 000 • 250 000 • 250 000 • 250 000 • 250 000 • 100 000 блоков          | А. Безменов              | [ 74 ] [ 75 ]           |
| (Mi #1224, 1226); (СК №992, 994) 10 января 2005 г.                                     |             | Россия. Регионы: • Корякский автономный округ. Вулкан Корякский, вид на посёлок Палана, снежный баран, вертолёт, академический ансамбль танца «Мэнго» • Смоленская область. Соборная гора в Смоленске, памятник героям Отечественной войны 1812 года, Теремок в Талашкино, памятник Ю. А. Гагарину в городе Гагарин, самолёт Як-40 | 5 руб. • 200 000 • 200 000                                                         | В. Глушенко              | [ 76 ] [ 77 ]           |
| (Mi #1182); (СК №950) 8 июня 2004 г.                                                   |             | 100 лет со дня рождения В. К. Коккинаки (1904—1985), лётчика-испытателя: • Портрет В. К. Коккинаки, самолёт ОКБ С. В. Ильюшина и самолёт ЦКБ-30 «Москва» Марки выпускались в марочном листе 2 х 4 | 3 руб. • 320 000                                                                   | А. Керносов              | [ 78 ] [ 79 ]           |
| (Mi #1143); (СК №911) 23 января 2004 г.                                                |             | 100 лет со дня рождения В. П. Чкалова (1904—1938), лётчика-испытателя: • Портрет В. П. Чкалова. Самолёт АНТ-25, на котором был совершён беспосадочный перелёт по маршруту Москва — Северный полюс — Ванкувер Марки выпускались в марочном листе 2 х 4 | 3 руб. • 360 000                                                                   | А. Керносов              | [ 76 ] [ 80 ]           |
| (Mi #Block 64 (1142)); (СК №Бл. 54 (910)) 16 января 2004 г.                            |             | 60-летие стратегических наступательных операций Советских Вооружённых сил в 1944 году: • Памятник неизвестному солдату, документальные фото-кадры Размер блока 130 х 96 мм. | 10 руб. • 100 000 блоков                                                           | А. Московец              | [ 81 ] [ 80 ]           |
| (Mi #1095); (СК №862) 10 июня 2003 г.                                                  |             | Противодействие легализации доходов, полученных преступным путём: • Символический рисунок Марки выпускались в листах 6 х 6 | 5 руб. • 180 000                                                                   | Ю. Арцименев             | [ 82 ] [ 83 ]           |
| (Mi #Block 58 (1094)); (СК №Бл. 50 (863)) 10 июня 2003 г.                              |             | 60 лет Курской битве. Почтовый блок: • Памятник Победы (Звонница) в деревне Прохоровке и Триумфальная арка в Курске. На полях блока — карта-схема контрнаступательной операции советских войск Размер блока 100 х 75 мм. | 10 руб. • 800 000 блоков                                                           | А. Московец              | [ 82 ] [ 83 ]           |
| (Mi #Block 54 (1076)); (СК №Бл. 46 (844)) 15 апреля 2003 г.                            |             | 300 лет Балтийскому флоту. Почтовый блок: • Картина К. Блинова «Взятие русскими шведских кораблей „Гедан“ и „Астрильд“ в устье Невы 7 мая 1703 года» (1890) На поле блока: современные боевые корабли и авиация Балтийского флота, два ордена Красного Знамени, Андреевский флаг Размер блока 90 х 130 мм. | 12 руб. • 100 000 блоков                                                           | А. Московец              | [ 84 ] [ 85 ]           |
| (Mi #1059); (СК №827) 10 января 2003 г.                                                |             | Россия. Регионы: • Ульяновская область. Самолёт Туполев Ту-204-120 Марки выпускались в листах 6 х 6 | 3 руб. • 200 000                                                                   | В. Бейлин                | [ 76 ] [ 86 ]           |
| (Mi #Block 51 (1052—1053)); (СК №Бл. 44 (820—821)) 8 января 2003 г.                    |             | Исследование Антарктиды. Почтовый блок: • Очертание озера «Восток», пробы исследовательского бурения • Буровая вышка на российской станции «Восток» На поле блока флаги стран-участниц проекта «Озеро Восток», тягач санно-тракторного поезда и самолёт АН-3Т Блок имеет шестизначный порядковый номер, размер блока 90 х 65 мм. | 5 руб. • 100 000 блоков                                                            | Ю. Арцименев             | [ 87 ] [ 88 ]           |
| (Mi #1002—1006); (СК №770—774) 8 августа 2002 г.                                       |             | Вертолёты фирмы «Камов»: • Первый вертолёт ОКБ — Ка-10 • Винтокрыл Ка-22 • Многоцелевой Ка-26 • Корабельный Ка-27 • Ка-50 «Чёрная акула» Марки выпускались в сцепках 5 марок + купон по 6 сцепок в листе. На купоне портрет Н. И. Камова. Размер марок по перф. 40 х 28 мм. | 1, 1.5, 2, 2.5, 5 руб. • 300 000 • 300 000 • 300 000 • 300 000 • 300 000           | А. Федулов               | [ 76 ] [ 89 ]           |
| (Mi #676—677); (СК №908—909) 12 апреля 2001 г.                                         |             | 40-летие первого в мире полёта в космос: • Ю. А. Гагарин и С. П. Королёв на космодроме Байконур перед стартом корабля «Восток» • Ю. А. Гагарин рапортует о выполнении задания Марки объединяет схема полёта и приземления Ю. А. Гагарина Марки выпускались в сцепках по 18 сцепок и в малых листах по 3 сцепки | 3 руб. • 350 000 • 350 000                                                         | А. Карносов              | [ 90 ] [ 91 ]           |
| (Mi #Block 35 (882—884)); (СК №Бл. 33 (650—652)) 10 января 2001 г.                     |             | 300-летие военно-морского образования в России. Почтовый блок: • Школа математических и навигацких наук • Русские географические экспедиции • Военно-морской институт Размер блока 110 х 130 мм. | 1.5, 2, 8 руб. • 300 000 блоков                                                    | А. Федулов               | [ 92 ] [ 93 ]           |
| (Mi #863—874); (СК №631—642) 28 ноября 2000 г.                                         |             | Россия. XX век. Техника: • Медицина • Строительство • Автотранспорт • Энергетика • Связь • Космическая техника • Авиация. Самолёт-биплан «Илья Муромец» (конструктор И. И. Сикорский, 1913), реактивный самолёт Ту-104 (конструктор А. Н. Туполев, 1955), сверхзвуковые истребители Су-27 (конструкторское бюро П. О. Сухого) и МиГ-29 (конструкторское бюро А. И. Микояна и М. И. Гуревича) • Железнодорожный транспорт • Морской транспорт • Металлургия • Нефтеперерабатывающая промышленность • Техника Размер листа 170 х 165 мм.                                                         | 1.5, 1.5, 1.5, 2, 2, 2, 3, 3, 3, 4, 4, 4 руб. • 350 000 листов                     | Р. Стрельников           | [ 94 ] [ 95 ]           |
| (Mi #Block 31 (805)); (СК №Бл. 30 (573)) 20 марта 2000 г.                              |             | Метеорологические явления. 50-лет Всемирной метеорологической организации. Почтовый блок: • Юбилейная эмблема Всемирной метеорологической организации. На поле блока: различные метеорологические явления Размер блока 90 х 60 мм. | 7 руб. • 250 000 блоков                                                            | А. Плетнёв               | [ 96 ] [ 97 ]           |
| (Mi #790—792); (СК №558—560) 24 февраля 2000 г.                                        |             | Полярные исследователи: • М. М. Сомов. Многоцелевой самолёт Антонов Ан-2. • П. А. Гордиенко. Самолёт Лисунов Ли-2. • А. Ф. Трешников.Самолёт Ильюшин Ил-14 Марки выпускались в марочных листах 4 х 6 и в малом листе (5 марок и купон) | 2 руб. • 300 000 • 300 000 • 300 000                                               | А. Керносов              | [ 76 ] [ 98 ]           |
| (Mi #Block 25 (714)); (СК №Бл. 25 (493)) 12 апреля 1999 г.                             |             | Исследование космического пространства. Почтовый блок: • Проект международной космической станции «Альфа» Размер блока 120 х 67 мм. | 7 руб. • 250 000 блоков                                                            | В. Бейлин                | [ 99 ] [ 100 ]          |
| (Mi #713); (СК №492) 30 марта 1999 г.                                                  |             | Конкурс детского рисунка «Россия в XXI веке»: • «Мой город». Юрий Лапушков (11 лет, с. Гуляй-Борисовка, Ростовская область, 3-е место) Марки выпускались листами 6 х 5 | 1.2 руб. • 250 000                                                                 | А. Жаров                 | [ 99 ] [ 101 ]          |
| (Mi #690); (СК №469) 12 ноября 1998 г.                                                 |             | Достижения XX века: • Авиация. Самолёт братьев Райт, пассажирский самолёт Ил-96, военный самолёт Су-37 Марки выпускались листами 5 х 5 | 1 руб. • 250 000                                                                   | Ю. Арцименев             | [ 102 ] [ 103 ]         |
| (Mi #Block 21 (656)); (СК №Бл. 21 (435)) 15 апреля 1998 г.                             |             | Всемирная выставка «ЭКСПО-98» в Лиссабоне (Португалия). Почтовый блок: • Дельфины-белобочки. Эмблема России на Всемирной выставке «Экспо-98» На поле блока: научно-исследовательские работы в океане, парусный корабль и глубоководный обитаемый аппарат «Мир» на фоне морского дна, памятный текст Размер блока 92 х 71 мм. | 3 руб. • 200 000 блоков                                                            | Л. Зайцев                | [ 104 ] [ 105 ]         |
| (Mi #608); (СК №387) 25 июля 1997 г.                                                   |             | Клёпа — детский персонаж: • Клёпа на дельтаплане Марки выпускались в листах 6 х 5 | 1000 руб. • 250 000                                                                | Л. Насыров               | [ 106 ] [ 107 ]         |
| (Mi #586—590); (СК №365—369) 28 мая 1997 г.                                            |             | Вертолёты: • Ми-14 • Ми-24 • Ми-26 • Ми-28 • Ми-34 Марки выпускались в марочных листах 6 х 6 и марка Mi 589 в листах 2 х 3 | 500, 1000, 1500, 2000, 2500 руб. • 250 000 • 250 000 • 250 000 • 610 000 • 250 000 | Н. Бабин                 | [ 108 ] [ 109 ]         |
| (Mi #529); (СК №308А) (Mi #Block 14 (526—529)); (СК №Бл. 14 (305—308)) 27 июля 1996 г. |             | 300 лет Российскому флоту. Исторические и современные корабли военно-морского флота: • Тяжёлый авианесущий крейсер «Адмирал Кузнецов» На купоне — щит с юбилейной датой и дубовыми ветвями на фоне российского военно-морского Андреевского флага, Георгиевская лента и якоря Размер блока 130 х 65 мм. Марки выпускались в листах 4 х 7 и листами из трёх сцепок | 1000 руб. • 450 000 • 300 000 блоков                                               | А. Плетнёв               | [ 108 ] [ 110 ]         |
| (Mi #Block 13 (511—513)); (СК №Бл. 13 (292—294)) 3 июля 1996 г.                        |             | Описание • Инспектор ГАИ, дорожный знак «Пешеходный переход» • Обучение детей правилам дорожного движения, дорожный знак «Осторожно дети!» • Экзамен по вождению на автомобиле, опознавательный знак учебного транспортного средства. Размер блока 120 х 150 мм. | 1500 руб. • 325 000 блоков                                                         | А. Тарасов А. Шмидштейн  | [ 111 ] [ 112 ]         |
| (Mi #430А, 433А); (СК №213, 214А) 7 апреля 1995 г.                                     |             | 50 лет Победы в Великой Отечественной войне: • Маньчжурская операция (9 августа — 2 сентября 1945). Советский бомбардировщик Пе-2 • Парад Победы на Красной площади в Москве (24 июня 1945). Маршал Советского Союза Г. К. Жуков объезжает войска (малый марочный лист 3 х 2) | 250, 500 руб • 500 000 • 120 000 листов                                            | Ю. Арцименев             | [ 113 ] [ 114 ]         |
| (Mi #380—382); (СК №161—163) 26 апреля 1994 г.                                         |             | 50-летие освобождения территорий России, Украины,и Белоруссии от немецко-фашистских захватчиков: • Россия. Залп миномётов «Катюша». Фрагмент мемориала на Пискарёвском кладбище в Санкт-Петербурге (1960, арх. А. В. Васильев, Е. А. Левинсон, ск. В. В. Исаева и др.) • Украина. Атака штурмовиков «ИЛ-2». Памятник советским воинам в Ужгороде (1970, арх. О. К. Стукалов, А. А. Сницарев, ск. В. И. и И. С. Зноба) • Белоруссия. Атака пехоты и танков «Т-34». Мемориал «Курган славы» (около Минска, 1969, арх. О. А. Стахович, ск. А. О. Бембель) На купоне памятный текст на трёх языках | 100 руб. • 800 000 • 800 000 • 800 000                                             | Г. Комлев                | [ 108 ] [ 115 ]         |
| (Mi #200 x); (СК №64) 8 ноября 1922 г.                                                 |             | 5-летие Октябрьской революции: • Рабочий, высекающий на камне юбилейную дату: 1917—1922 г. Литографический оттиск красной краской контура самолёта | 45 руб. • 100 000                                                                  | И. Дубасов               | [ 116 ] [ 3 ] [ 117 ]   |
| (Mi #191); (СК №58) 3 ноября 1922 г.                                                   |             | В помощь населению, пострадавшему от неурожая. Виды транспорта. Почтово-благотворительный выпуск: • Самолёт «Etrich-Taube» | без номинала реализ. по 25 руб из которых 5 рублей шли на благотворит. • 1 000 000 | Р. Зариньш               | [ 108 ] [ 117 ] [ 118 ] |

## Комментарии
1. ↑  Катапультная авиапочта — смешанный вид доставки почтовых отправлений, действовавший в 1928—1938 годах, когда самолёты ещё не обладали большой дальностью полёта. Самолёт с почтой догонял судно на маршруте через Атлантический океан и передавал на него почту. В конце плавания судна, за несколько сотен километров до пункта назначения, другой самолёт с помощью катапульты стартовал с почтой в направлении берега. Время доставки почты между Европой и Америкой таким образом сокращалось на трое — четверо суток[5].